# Rajanpur
Rajanpur (en ourdou : راجن پور) est une ville pakistanaise, et capitale du district de Rajanpur, dans le sud de la province du Pendjab.
La population de la ville a été multipliée par près de dix entre 1972 et 2017, passant de 10 011 habitants à 99 089. Entre 1998 et 2017, la croissance annuelle moyenne s'affiche à 4,4 %, largement supérieure à la moyenne nationale de 2,4 %. En 2023, la population de la ville monte à 137 553 habitants.
|            | 1972 (rec.) | 1981 (rec.) | 1998 (rec.) | 2017 (rec.) | 2023 (rec.) |
| ---------- | ----------- | ----------- | ----------- | ----------- | ----------- |
| Population | 10 011      | 18 789      | 43 643      | 99 089      | 137 553     |